# Pollenia pernix
Pollenia pernix este o specie de muște din genul Pollenia, familia Calliphoridae. A fost descrisă pentru prima dată de Frederick Wollaston Hutton în anul 1901. Conform Catalogue of Life specia Pollenia pernix nu are subspecii cunoscute.